# Holiday City-Berkeley
Holiday City-Berkeley és una concentració de població designada pel cens dels Estats Units a l'estat de Nova Jersey. Segons el cens del 2000 tenia 13.884 habitants.

## Demografia
Segons el cens del 2000, Holiday City-Berkeley tenia 13.884 habitants, 8.575 habitatges, i 4.433 famílies. La densitat de població era de 930,7 habitants/km².
Dels 8.575 habitatges en un 0,1% hi vivien nens de menys de 18 anys, en un 46,1% hi vivien parelles casades, en un 4,7% dones solteres, i en un 48,3% no eren unitats familiars. En el 46,3% dels habitatges hi vivien persones soles el 42,4% de les quals corresponia a persones de 65 anys o més que vivien soles. El nombre mitjà de persones vivint en cada habitatge era d'1,58 i el nombre mitjà de persones que vivien en cada família era de 2,08.
Per edats la població es repartia de la següent manera: un 0,1% tenia menys de 18 anys, un 0,4% entre 18 i 24, un 2,1% entre 25 i 44, un 13,6% de 45 a 60 i un 83,8% 65 anys o més.
L'edat mediana era de 76 anys. Per cada 100 dones de 18 o més anys hi havia 65,8 homes.
La renda mediana per habitatge era de 26.900 $ i la renda mediana per família de 33.575 $. Els homes tenien una renda mediana de 35.197 $ mentre que les dones 26.149 $. La renda per capita de la població era de 22.755 $. Aproximadament el 2,9% de les famílies i el 6% de la població estaven per davall del llindar de pobresa.

## Poblacions més properes
El següent diagrama mostra les poblacions més properes.